# Thismiaceae
Thismiaceae is de botanische naam van een familie van eenzaadlobbige planten. Een familie onder deze naam wordt zelden erkend door systemen van plantentaxonomie.
De familie wordt wel erkend door het APG-systeem (1998), maar niet door het APG II-systeem (2003), dat de betreffende planten invoegt bij de familie Burmanniaceae. Echter weer wel door de APWebsite [6 maart 2008].
Het gaat dan om een tamelijk kleine familie van zo'n paar dozijn soorten kruidachtige planten. Het zijn opmerkelijke planten, met weinig of geen bladgroen, en eigenlijk ook niet veel blad.